# أنتوني لانجيلا
أنتوني لانجيلا (بالفرنسية: Anthony Langella)‏ ولد بتاريخ 24 أبريل 1974 في فرنسا، هو دراج فرنسي سابق.

## روابط خارجية
- أنتوني لانجيلا على موقع أرشيف الدراجات (الإنجليزية)
- أنتوني لانجيلا على موقع إحصائيات الدراجات الإحترافية (الإنجليزية)
- أنتوني لانجيلا على موقع نسبة الدراجات (الإنجليزية)
- أنتوني لانجيلا على موقع أوليمبيديا (الإنجليزية)